# 助演男優賞 (アルバム)
『助演男優賞』（じょえんだんゆうしょう）は、2017年2月1日に発売されたCreepy Nutsの2枚目のミニ・アルバム。

## 概要
前作『たりないふたり』から約1年ぶりのアルバム。初回プレス盤にはプレゼントが当たる応募はがきが封入された。『助演男優賞』のリリースを記念して、インストアイベントが全国各地で行われる予定。また、2月24日より全国ツアー2017「いつかのエキストラ、ライブオンステージ。」が開催される。
オリコンデイリーチャートでは2017年1月31日付で10位に初登場。翌日の2月1日付では6位を記録している。2017年2月13日付のオリコンウィークリーチャートでは16位を記録。
制作は2016年の夏頃から行われた。アルバムのタイトルに関して、R-指定は5曲目の「未来予想図」と考えていたが、DJ 松永が「未来予想図だとアルバムタイトルにはちょっとシリアスになってしまう。」と感じ、Creepy Nutsの2人を表している言葉であり、音楽のタイトルにあまり使われたことがない「助演男優賞」が採用された。
MCのR-指定は、今回の作品はどの曲も繋がっているとし、収録曲5曲の主人公は自分でもあると語っている。1曲目から順番にとある人間の思考の流れになってるという。前作『たりないふたり』では自分達をデフォルメしたキャラクターを押し出したが、本作では生身の自分達を前面に出したという。

## 楽曲詳細
助演男優賞
アルバムタイトル曲であり、リード曲。収録曲の中で最後に完成した。2016年11月12日に放送された「Creepy NutsのオールナイトニッポンR」で先行公開された。他の4曲の内容が伝えたいテーマ故に重たくなったと、R-指定が感じており、そんな時にR-指定がこの曲のサビと歌詞をライブ後の控室で思いつき、アルバムの入り口としていいのではないかと制作された。PVも制作された。サビはロック・フェスティバルなどでも披露できるものを意識したと語っており、ラッパーにしかできない言葉遊びとして歌詞にはダブルミーニングも入っている。
どっち
サブカルチャーを題材とした作品。元々はサブカルチャー界隈のフェスを揶揄した曲を作りたいとDJ松永がR-指定に提案をしたが、単なるサブカルチャーの悪口の曲は面白くないとR-指定は思い、「（サブカルチャーだけでなく）不良にも馴染めないから、どっちでもないっていうことを歌うのはどうか？」ということから完成した曲。
教祖誕生
ソーシャルネットワークを題材とした作品。主役と助演男優賞を見立て、両方を分析して見下して攻撃してくるソーシャルネットワークやネット上によく見られる人物がこの曲の主人公となっている。R-指定がソロ活動をしていた頃から何年も温めてきたテーマの楽曲である。ストーリーテリングな楽曲であることをより理解してもらうため、曲の冒頭及びラップパートの始まりはキングギドラの楽曲「スタア誕生」のオマージュとなっている。前曲「どっち」の応用編とR-指定は語っており、自分もラップがなかったらそうなっていたかもしれないとし、主人公の気持ちを踏まえた上で制作された。発売後にPVも公開された。
朝焼け
「ここまでの3曲に出てきた主人公が次は自分を見つめ直して、「やっぱり俺は何者でもないな」と気付く曲。」とR-指定が述べている。DJ松永はトラックに関して、自身のソロ楽曲「はじまりのメロディー feat. サイプレス上野」に近い感じと述べており、ギター1本とR-指定の声1本みたいな感じで作ろうかなと思い作られた。ギターにはテジナの盆子原唯一、ベースには同じくテジナの黒田恵司が起用されている。次曲「未来予想図」が完全に自分達の主観となる楽曲のため、前曲「教祖誕生」の客観性のある物語からどう繋げるかを考えたという。
未来予想図
近年のフリースタイルラップのブームに対しての曲であり、助演ではなく主演目線で書かれた。前作『たりないふたり』をリリースした頃に最初の1フレーズは浮かんでいたとR-指定が語っており、夏のアルバム制作から形として仕上げていった。トラックはDJ 松永が上京前から存在しており、温存していたもの。ラップのレコーディングは最初から最後まで通しで行われた。

## 収録内容
| 全作詞: R-指定。 |                |           |                            |        |      |
| #                | タイトル       | 作詞      | 作曲                       | 編曲   | 時間 |
| 1.               | 「助演男優賞」 | R-指定    | Jordan Tarlow, Bernard Yin | DJ松永 | 3:59 |
| 2.               | 「どっち」     | R-指定    | DJ松永                     |        | 4:57 |
| 3.               | 「教祖誕生」   | R-指定    | DJ松永                     |        | 3:57 |
| 4.               | 「朝焼け」     | R-指定    | DJ松永                     |        | 4:18 |
| 5.               | 「未来予想図」 | R-指定    | DJ松永                     |        | 5:06 |
| 合計時間:        | 合計時間:      | 合計時間: | 合計時間:                  | 22:19  |      |

## タイアップ
助演男優賞
地域発信型映画『たまえのスーパーはらわた』主題歌